# Watts (Familienname)
Watts ist ein englischer Familienname.

## Namensträger
- Alan Watts (1915–1973), britischer Philosoph und Dekan der anglikanischen Kirche
- Allen Watts, niederländischer Produzent und DJ
- André Watts (1946–2023), US-amerikanischer Pianist
- Andrew Watts (* 1967), britischer Countertenor
- Anthony Watts (* 1945), britischer Geowissenschaftler
- Armon Watts (* 1996), US-amerikanischer American-Football-Spieler
- Bernadette Watts (* 1942), britische Illustratorin und Kinderbuchautorin
- Campbell Watts (* 1995), australischer Ruderer
- Carol Anne Watts (* 1987), US-amerikanische Schauspielerin und Filmproduzentin
- Caroline Watts (1868–1919), britische Malerin
- Charlie Watts (1941–2021), britischer Schlagzeuger
- Charlotte Watts, britische Szenenbildnerin und Artdirector
- Chester Burleigh Watts (1889–1971), US-amerikanischer Astronom
- Christopher Watts (* 1983), norwegischer Snookerspieler
- Christopher H. S. Watts (* 1939), australischer Zoologe
- Coral Eugene Watts (1953–2007), US-amerikanischer Serienmörder
- Dane Watts (* 1986), US-amerikanischer Basketballspieler
- Danièle Watts (* 1985), US-amerikanische Schauspielerin
- Danny Watts (* 1979), britischer Rennfahrer
- David Watts (Spieleautor) (* 1932), britischer Spieleautor
- David Watts (Politiker) (* 1951), Mitglied des britischen Parlaments
- David Watts (Ruderer) (* 1992), australischer Ruderer
- Denis Watts (1920–2005), britischer Weit- und Dreispringer, Leichtathletiktrainer
- Duncan Watts (* 1971), australischer Soziologe
- Edward Watts (Regisseur), englischer Regisseur und Drehbuchautor
- Edward Jay Watts (* 1975), US-amerikanischer Althistoriker
- Ernie Watts (* 1945), US-amerikanischer Saxophonist und Flötist
- Eugene Watts (* 1936), US-amerikanischer Posaunist, siehe Gene Watts
- Frank Watts (1929–1994), britischer Kameramann
- Frederick W. Watts (1800–1870), englischer Landschaftsmaler
- Gene Watts (* 1936), US-amerikanischer Posaunist
- George Frederic Watts (1817–1904), britischer Maler
- Glyn Watts (* 1949), britischer Eiskunstläufer
- Helen Watts (1927–2009), walisische Sängerin
- Helen Kirkpatrick Watts (1881–1972), englisch-britische Suffragette
- Herbert Watts (1858–1934), britischer Generalleutnant
- Isaac Watts (1674–1748), britischer Liederdichter
- J. C. Watts (* 1957), US-amerikanischer Politiker
- Jared Watts (* 1992), US-amerikanischer Fußballspieler
- Jeff Tain Watts (* 1960), US-amerikanischer Jazz-Schlagzeuger
- Johanna Watts, US-amerikanische Schauspielerin
- John Watts (Apotheker), englischer Apotheker und Gärtner
- John Watts (Politiker) (1749–1836), US-amerikanischer Politiker
- John Watts (Leichtathlet) (* 1939), britischer Diskuswerfer
- John Watts (Judoka) (* 1944), US-amerikanischer Judoka
- John Watts (Musiker) (* 1954), britischer Musiker
- John Arthur Watts (* 1947), britischer Politiker
- John C. Watts (1902–1971), US-amerikanischer Politiker
- John Sebrie Watts (1816–1876), US-amerikanischer Politiker
- Jon Watts (* 1981), US-amerikanischer Regisseur, Drehbuchautor und Filmproduzent
- Johnny Watts (1931–2006), englischer Fußballspieler
- Kaitlyn Watts (* 2001), neuseeländische Squashspielerin
- Liz Watts, australische Filmproduzentin
- Margaret Watts (1879–1950), britische Schriftstellerin
- Mario Watts (* 1975), jamaikanischer Leichtathlet
- Marzette Watts (1938–1998), US-amerikanischer Jazzmusiker
- Murray Watts (* 1955), neuseeländischer Rugby-Union-Spieler
- Naomi Watts (* 1968), australische Schauspielerin
- Paul Watts (* 20. Jahrhundert), britischer Filmeditor
- Peter Watts (* 1958), kanadischer Meeresbiologe und Science-Fiction-Autor
- Peter Overend Watts (1947–2017), britischer Musiker
- Philip Watts (1846–1926), britischer Schiffsbauarchitekt
- Ouattara Watts (* 1957), ivorisch-amerikanischer Maler
- Quincy Watts (* 1970), US-amerikanischer Leichtathlet
- Ray Watts (* 1970), österreichischer Sänger, Komponist, Produzent und Verleger
- Reid Watts (* 1998), kanadischer Rennrodler
- Robbie Watts (Rocket Watts; 1959–2006), australischer Gitarrist
- Robert Watts (Filmeditor), Filmeditor
- Robert Watts (Künstler) (1923–1988), US-amerikanischer Künstler
- Robert Watts (Produzent) (1938–2024), britischer Filmproduzent
- Ronald L. Watts (* 1934), US-amerikanischer Generalleutnant
- Sanijay Watts (* 1987), US-amerikanischer Basketballspieler
- Simon Watts (* 1979), neuseeländischer Politiker der New Zealand National Party
- Tessa Watts (1945–2014), britische Musikvideo- und -filmproduzentin
- Theodore Watts (1832–1914), britischer Poet und Kritiker
- Thomas Watts (Bibliothekar) (Verificator; 1811–1869), britischer Bibliothekar
- Thomas Hill Watts (1819–1892), US-amerikanischer Politiker und Justizminister
- Trevor Watts (* 1939), britischer Jazzmusiker
- Valerie Watts († 2010), britische Fagottistin
- William Watts (Erfinder), englischer Handwerker und Erfinder
- William Whitehead Watts (1860–1947), britischer Geologe
- Wilmer Watts (1892 oder 1896 oder 1898–1943), US-amerikanischer Old-Time-Musiker
- Winston Watts (* 1967), jamaikanischer Bobsportler